# Настоящие воробьи
Настоя́щие воробьи́ (лат. Passer) — род птиц семейства воробьиные (Passeridae), типичным представителем которого является домовый воробей (Passer domesticus). Как правило, это небольшие птицы с коротким хвостом и коротким мощным клювом.

## Внешний вид
Отличаются сильным, коротким, толстым, конусообразным, слегка согнутым клювом, короткими ногами, вооружёнными слабыми когтями, округлёнными короткими крыльями и коротким усечённым или слегка выемчатым хвостом.
Для воробьёв характерен половой диморфизм, заключающийся в том, что самцы и самки, как правило, окрашены различно; для самцов характерно чёрное горло.

## Распространение
Живут в Старом Свете, но некоторые виды были завезены в другие регионы мира (Америку, Австралию и Новую Зеландию).

## Образ жизни
Являются оседлыми или кочующими птицами, а некоторые виды — перелётными. Многие виды синантропны, как например домовой воробей, будучи тесно связанными с человеком и расселяющимися рядом с его жилищами и поселениями. 
Некоторые виды (испанский воробей) гнездятся огромными колониями на деревьях, другие (обитатели пустынь — саксаульный и пустынный, а также рыжий воробей, встречающийся на Сахалине и Южных Курильских островах) не связаны с человеком.

## Питание
Питаются семенами растений, являясь главным образом зерноядными птицами. Употребляют также в пищу мелких насекомых.

## Размножение
Гнёзда устраивают в дуплах, норах, строениях или сооружают шарообразные гнёзда на деревьях. Являются птенцовыми птицами, птенцов первое время кормят насекомыми, затем семенами.

## Люди и настоящие воробьи
Некоторые виды (испанский, индийский подвид домового воробья) являются злостными вредителями зерновых, и с ними ведётся борьба отравленными приманками.

## Классификация
Ранее род настоящих воробьёв относили к семейству ткачиковых.
В Европе, Азии и Африке насчитывается 28 (по другим[каким?] классификациям — от 16 до 35) видов воробьёв:
- Саксаульный воробей (Passer ammodendri Gould, 1872)
- Сомалийский воробей (Passer castanopterus Blyth, 1855)

- Passer cinnamomeus (Gould, 1836)
- Passer cordofanicus Heuglin, 1874

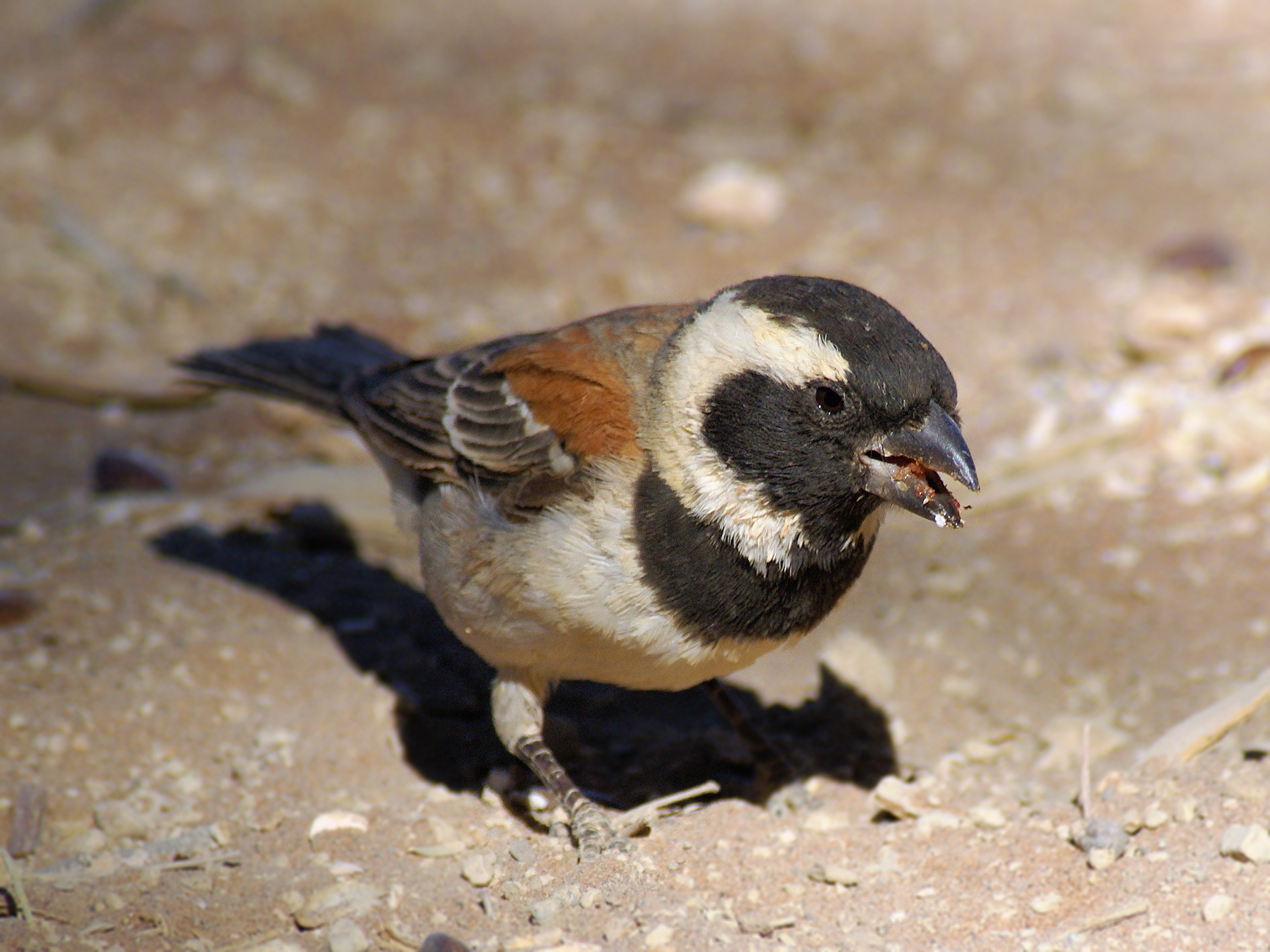
Самец южноафриканского воробья
(Passer melanurus; пустыня Намиб)

- Южный сероголовый воробей (Passer diffusus (A. Smith, 1836))
- Домовый воробей (Passer domesticus (Linnaeus, 1758))
- Каштановый воробей (Passer eminibey (Hartlaub, 1880))
- Арабский золотой воробей (Passer euchlorus (Bonaparte, 1850))
- Желтобрюхий воробей (Passer flaveolus Blyth, 1845)

- Попугайноклювый воробей (Passer gongonensis (Oustalet, 1890))
- Сероголовый воробей (Passer griseus (Vieillot, 1817))
- Passer hemileucus Ogilvie-Grant & Forbes, HO, 1899
- Черногрудый воробей (Passer hispaniolensis (Temminck, 1820))
- Passer iagoensis (Gould, 1838)

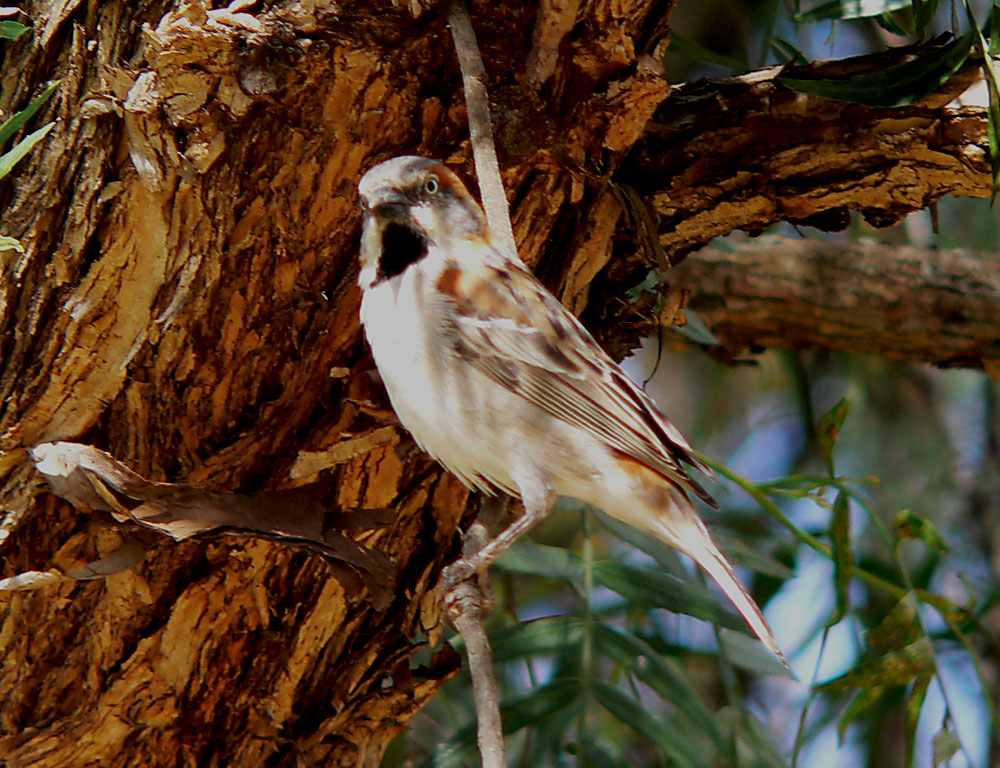
Самец кенийского вида
Passer rufocinctus (Nanyuki, Кения)

- Passer insularis Sclater et Hartlaub, 1881
- Passer italiae (Vieillot, 1817)
- Жёлтый воробей (Passer luteus Lichtenstein, 1823)
- Южноафриканский воробей (Passer melanurus Statius Muller, 1776)
- Месопотамский воробей (Passer moabiticus Tristram, 1864)
- Полевой воробей (Passer montanus (Linnaeus, 1758))
- Большой воробей (Passer motitensis A. Smith, 1836)
- Тугайный воробей (Passer pyrrhonotus Blyth, 1845)
- Passer rufocinctus Fischer et Reichenow, 1884
- Рыжий воробей (Passer rutilans (Temminck, 1836))
- Passer shelleyi Sharpe, 1891
- Пустынный воробей (Passer simplex (Lichtenstein, 1823))
- Суахильский воробей (Passer suahelicus Reichenow, 1904)
- Свенсонов воробей (Passer swainsonii (Rüppell, 1840))
- Passer zarudnyi Pleske, 1896

В прошлом вид Passer italiae классифицировали как подвид либо домового (Passer d. italiae (Vieillot, 1817)), либо испанского (Passer h. italiae (Temminck, 1820)), а Passer cordofanicus — как подвид большого (Passer m. cordofanicus).
На территории бывшего СССР ранее отмечали семь видов: домового (Passer domesticus), индийского (Passer indicus), полевого (Passer montanus), испанского (Passer hispaniolensis), саксаульного (Passer ammodendri), пустынного (Passer simplex) и рыжего (Passer rutilans). В настоящее время индийского воробья рассматривают в качестве подвида домового воробья (Passer d. indicus).

## Генетика
Молекулярная генетика
- Депонированные нуклеотидные последовательности в базе данных EntrezNucleotide, GenBank, NCBI, США: 4079 (по состоянию на 6 марта 2020).
- Депонированные последовательности белков в базе данных EntrezProtein, GenBank, NCBI, США: 1964 (по состоянию на 6 марта 2020).

Бо́льшая часть депонированных последовательностей принадлежит домовому воробью (Passer domesticus) — генетически наиболее изученному представителю данного рода.